# くもぎり太郎
くもぎり 太郎（くもぎり たろう）は、日本の漫画家。女性。別名：一條和春。

## 作風・人物
幕末をテーマにした作品や、近世日本文学的な作品を多く手がける。また、ギャグ作品もこなす。ペンネームは基本的にシリアス作品では「一條和春」名義、ギャグ作品や日記漫画・レポート漫画等では「くもぎり太郎」名義と使い分けている。

## 単行本
- 月とノスタルヂヤ（1994年） ※一條和春名義、短編集（ラポート） ISBN 4897991498
- こんにちは劇場（1994年） ※短編集（ラポート） ISBN 4897991269
- 幕末4コマ劇場 黒いぜよ!龍馬ちゃん（2010年） ※4コマ+『粉雪抄』（実業之日本社） ISBN 4408420344